# Ricardo Araújo
Pour les articles homonymes, voir Araújo (homonymie).
 (octobre 2012).
Si vous disposez d'ouvrages ou d'articles de référence ou si vous connaissez des sites web de qualité traitant du thème abordé ici, merci de compléter l'article en donnant les références utiles à sa vérifiabilité et en les liant à la section « Notes et références ».
Ricardo Araujo, né le 20 juillet 1978 à Bogota, est un pianiste, compositeur et chef d'orchestre colombien.

## Biographie
Né à Bogota en 1978,  Araujo commence ses études musicales à Bruxelles avec la pianiste Lile Tiempo. En 1990, élève de Marie-Louise Toupouzien, il remporte une grande distinction auprès du Jury Supérieur de Belgique dans le niveau d’excellence.
À l’âge de 12 ans, il se présente pour la première fois en récital à Bruxelles dans un programme Bach et Mozart et sept mois plus tard fait ses débuts avec l’orchestre de chambre du Conservatoire royal de Bruxelles.
En 1991, de retour en Colombie, il continue sa formation de pianiste avec Piedad Rosas et puis avec Karol Bermudez.
Depuis 1993, Ricardo Araujo se produit en concert en Amérique Latine (Bogota, Viña del Mar, Santiago du Chili, Buenos Aires, Carthagène) ainsi qu’en Europe (Bruxelles, Namur, Paris, Chartres, Dijon, Vienne, Bonn, Dresde, Bamberg, Nuremberg, Lausanne, Londres, Rome, etc.)
En 1994, il commence ses études théoriques (harmonie, contrepoint et composition) avec Sandra Meluk.
En 1996, il entre à l’université Javeriana pour faire des études de composition avec Diego David Vega et Alba Fernanda Triana, mais s’initie également à la direction d’orchestre avec Ricardo Jaramillo.
Il reçoit le prix UNITEC à Bogota pour la musique d'un court-métrage et compose la musique pour deux comédies musicales d’Ignacio Fonseca.
En tant que chef d’orchestre, outre son poste avec l’orchestre symphonique de Colombie, il dirige la création de plusieurs œuvres lors de l’édition 1997 du festival de musique contemporaine de Bogota avec, entre autres, la création en Amérique de la messe pour la Pentecôte de Diego David Vega (commande de Notre Dame de Paris), puis en 1999, dirige du piano les concertos n° 20, 23, et 27 de Mozart avec l’Orchestre de l'Académie nationale de Sainte-Cécile.
À cette époque il est sélectionné pour faire partie des élèves des cours internationaux d’interprétation de musique de chambre avec le quatuor avec piano de Beijing et la pianiste Jae Hwang.
Il devient alors élève de direction d’orchestre de Dimitri Manolov, qui, par la suite le nomme son assistant puis deuxième chef de l’Orchestre symphonique de Colombie.
Avant de quitter son pays en février 1998 pour s’installer à Paris, Ricardo Araujo se tourne entièrement vers la composition et la direction d’orchestre. Il travaille avec Jesus Pinzon Urrea et dirige La Traviata à l’Opéra de Colombie.
Araujo a travaillé avec Vladimir Ashkenazy, Martha Argerich, Marek Janowski et Mstislav Rostropovich.
Il s’est produit au Conservatoire Royal de Bruxelles, au Teatro Teresa Carreno de Caracas, au Teatro Municipal Santiago de Chile, au Teatro Colon de Buenos Aires, à la Salle Cortot de Paris, au Bayerische Staatsphilharmonie de Bamberg, au Sale Metropole de Lausanne, au Konzerthaus de Vienne, au Teatro Heredia de Carthagène, au Teatro Cristobal Colon de Bogota…
Chef d’orchestre, il a dirigé l’Orchestre symphonique de Colombie (à partir de 1996), et à partir de 1998, les productions de l’Orchestre de l'Opéra de Paris (Basilique Saint-Denis en 1998), de l'Orchestre symphonique de la radio de Stuttgart (en 1998), une nouvelle fois l’Orchestre de l’Opéra de Paris à l’Opéra Bastille (en 1998), l’Orchestre symphonique de Bamberg (1998) …
En 2001, Ricardo Araujo est reçu à l’IRCAM où il réalise deux œuvres de musique électronique qui seront par la suite remaniées pour orchestre symphonique.
En 2003, il devient assistant de William Christie lors de la création à l'Opéra de Paris des Boréades de Jean-Philippe Rameau, et puis en juin l’assistant d'Armin Jordan avec la reprise de Cosi fan tutte de Mozart.
Lors de son voyage en Colombie, il est invité à jouer deux récitals qui sont salués par la presse de son pays. 
En février 2004, il est invité au Cercle de l’Union Interallié à Paris pour un récital de piano, puis repart en Colombie pour une série de concerts. 
Il aide activement le Rotary Club (duquel il fait partie depuis novembre 2004) dans le projet « Mecenazgo Rotario » qui vise à promouvoir des jeunes talents colombiens, avec plusieurs concerts de bienfaisance. 
En août 2004, il enregistre un CD lors d’un récital pour le Rotary Club.
En 2005, il retourne en Colombie pour jouer le concerto n° 23 de Mozart avec l’orchestre symphonique de Colombie lors de la cérémonie du centenaire de Rotary International.
En mars 2005, il est nommé comme directeur musical du nouvel Opéra et Festival de Cartagena de Indias et est chargé de la programmation et en 2007 directeur musical du New European Philharmonic Orchestra.
Compositeur, quelques-unes de ses œuvres ont été créées lors de concerts en Colombie et en Europe, lors d’événements comme le festival International de Musique Contemporaine de Bogota ou le Festival de Gérberoy en France par des interprètes comme Eduardo Herrera, Oscar Hernandez, Dimitri Manolov, Anne-Julie Kerhello...
En 2008, Ricardo Araujo dirige des concerts pour la paix en Amérique Latine avec un orchestre qui est spécifiquement créé pour cette occasion, le New Latin American Philharmonic. 
Entre autres, Il est invité à diriger un Ave Maria interprété par Anne-Julie Kerhello, et qui est salué par la presse notamment Radio France internationale et Colprensa.
La même année, Ricardo Araujo est nommé directeur du New European Philharmonic Orchestra et est invité à diriger durant l'été 2009 une production du Don Giovanni de Mozart au Château de Bazoches.